# Liberális Demokraták
A Liberális Demokraták (angolul Liberal Democrats, vagy gyakori rövidítéssel Lib Dems, azaz Libdemek) liberális politikai párt az Egyesült Királyságban.

## Ideológiája
A Libdemek a szociálliberalizmust, az alkotmányos és választójogi reformot, a progresszív adózást és a polgári szabadságjogokat támogatják. A pártelnök alapkönyve John Stuart Mill 1859-es műve A szabadságról (On Liberty). A multilaterális elvű külpolitikát támogatják és 2003-ban a párt ellenezte a brit részvételt az iraki háborúban. 2011-ben viszont támogatják az ENSZ vezette intervenciót Líbiában. A három fő brit párt közül a Liberális Demokraták a leginkább Európai Unió-barátok.

## Története
A Liberális Párt akkor süllyedt a harmadik párt szintjére, amikor 1918-tól és különösen az 1920-as években megerősödött a Munkáspárt. Még ez a pozíciójuk is veszélybe került, amikor az 1980-as években parlamenti képviselők egy csoportja kivált a Munkáspártból és létrehozta a Szociáldemokrata Pártot. A Liberálisok és az SDP is arra jutottak, hogy nincs helye négy jelentős pártnak az ország politikai életében, ezért létrehozták az SDP-Liberális Szövetséget, hogy egymással ne kelljen versenyezniük a választásokon. A szövetséget a liberális David Steel és a szociáldemokrata Roy Jenkins, majd utóbbit váltva David Owen vezette. A két pártnak külön politikai elképzelései és hangsúlyai voltak, de az 1983-as és az 1987-es választásokra közös manifesztóval álltak elő.
A kiábrándító 1987-es szereplés után Steel a két párt egyesülését javasolta. Owen ellenezte az egyesülést, de a törekvés mindkét pártban többséget szerzett és a pártok 1988 márciusában formálisan összeolvadtak, Steel és az 1987 augusztusa óta az SDP-t vezető Robert Maclennan ideiglenes vezetésével. Az új párt neve kezdetben Szociális és Liberális Demokraták (SLD) volt. (Nem hivatalosan röviden már 1987 szeptember óta A Demokraták volt a szövetségesek közös neve.) A nevet 1989 októberében változtatták mai formájára, amelynek gyakori rövidítése a Libdemek.
Az SDP kisebbsége, akik elutasították az egyesülést, Owen vezetése alatt maradtak a csonka SDP-ben. A Liberális Pártból azok, akik nem csatlakoztak az új párthoz, létrehozták az új Liberális Pártot, amely az eredeti Liberális Párt jogutódjának tartotta magát de később feloszlott. Mások mindjárt az egyesülés után visszavonultak a politikától. A szakadár liberális Michael Meadowcroft végül 2007-ben csatlakozott a Liberális Demokratákhoz, de követői közül többen még ma is a „Liberális Párt” név alatt politizálnak, többnyire néhány helyi választókerületben Liverpool Cityben.
A Liberális Demokraták pártja 1988. március 2-án jött létre két párt egyesülésével. Alkotói közül a Liberális Párt a Brit Whig Pártból, a Radikálisokból és a Peeliták-ból eredt, az SDP pedig a Munkáspárt egyik szakadár csoportjából. A megelőző hét évben a két párt SDP-Liberális Szövetség néven választási szövetséget alkotott.
A párt 1989-ben új logót kezdett el használni, a Szabadság Madarát. Ezt gúnyolta ki Margaret Thatcher akkori miniszterelnök híres mondata: „halott, mint John Cleese papagája” (utalás a Monty Python híres papagáj-jelenetére).
A párt első korszakában vezetője Paddy Ashdown volt, akit 1999-ben Charles Kennedy váltott fel. 2006–2007-ben rövid ideig Menzies Campbell következett, majd 
Nick Clegget 2007-ben választottak meg a párt élére.
A 2010-es választásokon 57 liberális képviselő jutott a parlamentbe. Ezzel az eredménnyel ők a harmadik legnagyobb párt az Alsóházban (House of Commons), ahol a Konzervatívok 307 mandátumot szereztek, a Munkáspárt pedig 258-at.
A Liberális Demokraták a választás után kormánykoalícióra léptek a Konzervatívokkal. Nick Clegg miniszterelnök-helyettes lett, négy másik liberális demokrata bekerült a kabinetbe és mások is kormányzati pozíciókhoz jutottak.
2017 júniusában lemondott Tim Farron, a Liberális Demokraták vezetője, akit hevesen bíráltak a liberális demokraták kiábrándító választási kampánya után, és többször állították pellengérre keresztény teológiai nézetei, illetve a melegekhez való hozzáállása miatt.

### Pártelnökök
- 1988–1999: Paddy Ashdown
- 1999–2006: Charles Kennedy
- 2006–2007: Menzies Campbell
- 2007–2015: Nick Clegg
- 2015–2017: Tim Farron
- 2017–2019: Vince Cable
- 2019–2020: Jo Swinson
- 2020-: Ed Davey

## Fordítás
- Ez a szócikk részben vagy egészben  a   Liberal Democrats című angol Wikipédia-szócikk ezen változatának fordításán alapul.  Az eredeti cikk szerkesztőit annak laptörténete sorolja fel. Ez a jelzés csupán a megfogalmazás eredetét és a szerzői jogokat jelzi, nem szolgál a cikkben szereplő információk forrásmegjelöléseként.

## Külső hivatkozások
- Hivatalos honlap (angolul)
- Hivatalos YouTube-csatorna

### Skóciában és Walesben
- Skót Liberális Demokraták
- Velszi Liberális Demokraták

### Regionális pártok
- A londoni városi közgyűlés Liberális Demokratái

### A párthoz kötődő csoportok
- Association of Liberal Democrat Councillors
- Liberal Democrats in Business
- Liberal Democrat Parliamentary Candidates Association
- Delga: Liberal Democrats for Lesbian, Gay, Bisexual and Transgender Equality
- Liberal Youth
- Liberal International British Group
- The Beveridge Group
- Liberal Democrats Online
- Liberal Democrat Christian Forum

### Történeti információk
- Liberal Democrat History Group
- An archive of Liberal/SDP/Liberal Democrat electoral manifestos from 1900–present

### Vegyes
- Guardian Unlimited Politics: Liberal Democrats
- Lib Dem Blogs, an aggregator of Liberal Democrat blogs
- A Facebook campaign called We got Rage Against the Machine to #1, we can get the Lib Dems into office!
- The Liberal Democrats' own Facebook page
- Electoral reform - A vote of principle. The Guardian. 2010-07-03.